# Muhammad Urfi
Muhammad Urfi (* um 1555 in Schiraz; † 1591 in Lahore) war einer der bedeutendsten Dichter während der Herrschaft des Moguln Akbar I.
Muhammad Urfi stammte aus der persischen Stadt Schiraz. Als Dichter lebte er am Hof des Mogulherrschers Akbar, wo er in Konkurrenz zum Dichter Fayzi, dem Bruder des Hofchronisten Abu Fazl, stand. Urfi dichtete in Kassidenform und auch in persischer Sprache.
1591 starb er in Lahore, dem damaligen Aufenthaltsort Akbars. Sein Leichnam wurde nach Najaf überführt.